# Euro Digital Songs
La Euro Digital Songs  e la Euro Digital Tracks sono delle classifiche discografiche redatte da Nielsen SoundScan International e pubblicate dal magazine Billboard rispettivamente dal 2008 e dal 2005.
La Euro Digital Tracks è costituita dai brani più venduti digitalmente in Europa, mentre la Euro Digital Songs combina svariate versioni delle stesse canzoni per avere dati più coerenti: remix, versioni "explicit" o versioni "clean" rientrano tutte nella stessa posizione della classifica Euro Digital Songs.
Nielsen registra i dati di vendita digitali di oltre 200 servizi digitali e operatori mobili in 18 paesi europei: Austria, Belgio, Danimarca, Finlandia, Francia, Germania, Grecia, Irlanda, Italia, Lussemburgo, Norvegia, Paesi Bassi, Polonia, Portogallo, Regno Unito, Spagna, Svezia e Svizzera.
Billboard non pubblica altre classifiche paneuropee dal 18 dicembre 2010. La Euro Digital Songs è quindi da considerarsi l'unica classifica dei singoli ufficiali che indica il successo dei brani nel Vecchio Continente.